# The Fall (série télévisée)
Pour les articles homonymes, voir The Fall.
The Fall est une série télévisée britannique créée par Allan Cubitt et diffusée entre le 12 mai 2013 et le 28 octobre 2016 en Irlande sur la chaîne RTÉ One et à partir du 13 mai 2013 en Grande-Bretagne sur BBC Two. 
En France, la série est diffusée sur 13e rue dès le 2 avril 2014, sur NRJ12 depuis le 28 janvier 2016 et sur Chérie 25 à partir du 1er juillet 2018. Les saisons 1, 2 et 3 sont notamment disponibles sur Prime Video.

## Synopsis
Le service de police d'Irlande du Nord (PSNI en anglais pour Police Service of Northern Ireland) enquête sur une série de meurtres récents. Après 28 jours d'investigations sans résultats, la PSNI fait appel au Superintendant Stella Gibson de la Metropolitan Police Service pour réexaminer le dossier. Sous son commandement, la police locale doit traquer et arrêter un tueur en série, Paul Spector, qui s'en prend à des jeunes femmes de Belfast, toutes brunes, jolies, indépendantes financièrement et ayant mené de belles carrières. L'une en réchappe mais ne se souvient de rien. Un jeu du chat et de la souris s'instaure alors entre la policière et le tueur.

## Distribution

### Acteurs principaux
- Gillian Anderson (VF : Caroline Beaune (saison 1) puis Danièle Douet (saison 2 et 3)) : Stella Gibson, superintendant de la Metropolitan Police Service
- Jamie Dornan (VF : Axel Kiener) : Paul Spector
- Colin Morgan (VF : Adrien Larmande) : Tom Anderson, sergent détective
- Laura Donnelly (VF : Hélène Bizot) : Sarah Kay
- Bronagh Waugh (VF : Sylvie Jacob) : Sally-Ann Spector
- Niamh McGrady (en) (VF : Adeline Moreau) : Danielle Ferrington, agent de police
- John Lynch (VF : Bernard Gabay) : Jim Burns, assistant du chef de police
- Aisling Franciosi (VF : Joséphine Ropion) : Katie
- Archie Panjabi (VF : Karine Texier) : Tanya Reed Smith, pathologiste
- Ben Peel (VF : Boris Rehlinger)  : James Olson, sergent de police
- Michael McElhatton (VF : Jérôme Keen) : Rob Breedlove, inspecteur de police

### Acteurs récurrents
- Gerard McCarthy (VF : Tanguy Goasdoué) : Kevin McSwain
- Nick Lee (en) (VF : Mathias Kozlowski) : Ned Callan
- Karen Hassan (en) (VF : Edwige Lemoine) : Annie Brawley
- Frank McCusker (VF : Patrick Bethune) : Garrett Brink, inspecteur-chef
- Simon Delaney (en) (VF : Laurent Morteau) : Jerry McElroy, inspecteur de police
- Stuart Graham (en) (VF : Nicolas Marié) : Matthew Eastwood, inspecteur-chef
- Emmett Scanlan (en) (VF : Fabien Jacquelin) : Glen Martin, inspecteur de police
- Séainín Brennan (VF : Stéphanie Lafforgue) : Liz Tyler
- Brian Milligan (VF : Fabrice Lelyon) : James Tyler
- B. J. Hogg : Ian Kay
- Lisa Hogg : Marion Kay
- Eugene O'Hare (VF : Éric Marchal) : Aaron Monroe
- Andy Moore (VF : Christophe Desmottes) : Terry McInturff
- Siobhan McSweeney (VF : Véronique Alycia) : Mary McCurdy
- Valene Kane (VF : Julie Dumas) : Rose Stagg
- Ian McElhinney (VF : Michel Voletti)  : Morgan Monroe

## Version française
- Société de doublage : Mediadub International[1],[2]
- Direction artistique : Éric Sola (saison 1 et 2) puis Cyrille Artaux (saison 3)[2]
- Adaptation des dialogues : Igor Conroux, Marie Girard, Romain Hammelburg et Viviane Lesser[2]

## Épisodes

### Première saison (2013)
La première saison est composée de cinq épisodes, diffusés du 13 mai au 10 juin 2013 sur BBC Two, et en France les 2 et 9 avril 2014 sur 13e rue.
1. Un tueur dans la nuit (Dark Descent)
2. Mise en scène (Darkness Visible)
3. Insolence et ivresse (Insolence & Wine)
4. Frustrations (My Adventurous Song)
5. Regarde-moi (The Vast Abyss)

### Deuxième saison (2014)
Le 27 mai 2013, BBC Two commande une seconde saison de The Fall, pour une production devant débuter en janvier 2014 et avec Gillian Anderson comme producteur délégué,. Elle est diffusée sur BBC Two du 13 novembre au 17 décembre 2014, au Canada sur la chaîne Bravo à partir du 21 novembre 2014 et en France à partir du 13 février 2015 sur 13e rue.
1. Le Droit Chemin (Walk the Line)
2. Il s'appelait Peter (One Named Peter)
3. Toujours plus sombre (It's Always Darkest)
4. Intrusion (Strangler)
5. La Chute (The Fall)
6. L'Affrontement (In Summation)

### Troisième saison (2016)
Le 10 mars 2015, la série a été renouvelée pour une troisième saison composée de cinq épisodes. En janvier 2016, il est finalement annoncé qu'elle comporte six épisodes.
La saison est diffusée à partir du 29 septembre 2016 sur BBC 2. En France, la saison est diffusée à partir du 12 février 2017 sur 13e rue.
1. Silence et souffrance[7] (Silence and Suffering)
2. Mémoire trouble (His Troubled Thoughts)
3. Les Portes de la lumière (The Gates of Light)
4. Le Poids du doute (The Hell Within Him)
5. Les Blessures d'une haine mortelle (Wounds of Deadly Hate)
6. Leur chemin solitaire (Their Solitary Way)

## Production
BBC Two commande le 3 février 2012 une saison de cinq épisodes de la série,. Écrite par Allan Cubitt, la série est produite par Artists Studio pour BBC Two et par BBC Northern Ireland, en association avec le Northern Ireland Screen. Cubitt est également producteur, assisté par Gub Neal et Julian Stevens, ainsi que Justin Thomson-Glover, Patrick Irwin et Stephen Wright comme producteurs délégués.
Le casting a débuté en février 2012, avec l'Américaine d'origine britannique Gillian Anderson embauchée en premier dans le rôle du superintendant Stella Gibson,. Elle est rejointe par Jamie Dornan, qui interprète le tueur en serie Paul Spector,,,, puis par Gerard McCarthy dans le rôle de Kevin McSwain. Archie Panjabi, Emmett Scanlan et Karen Hassan sont ensuite choisis,, rejoints par Niamh McGrady, Bronagh Waugh, John Lynch, Simon Delaney et Séainín Brennan,,.
The Fall a été tournée à Belfast, Irlande du Nord, entre mars et juin 2012,.

## Diffusion
La série est diffusée aux États-Unis sur Netflix en visionnage immédiat à partir du 28 mai 2013, et au Canada anglophone sur Bravo!. En France, 13e rue la diffuse dès avril 2014,. Depuis le jeudi 28 janvier 2016, NRJ12 diffuse la série à raison de 3 épisodes par soirée. Diffusé sur polar + depuis le 2 janvier 2021, 3 épisodes les samedis et disponible sur My Canal.
Dans la version française, Gillian Anderson change de voix dès la deuxième saison. En effet, la comédienne Danièle Douet remplace Caroline Beaune à la suite du décès de celle-ci en juillet 2014.

## Accueil

### Audiences
| Épisode | Épisode             | Date de diffusion | Audiences sur BBC2 | Rang | Part d'audience |
| ------- | ------------------- | ----------------- | ------------------ | ---- | --------------- |
| 1       | Dark Descent        | 13 mai 2013       | 4,49 millions      | 1    | 15,4 %          |
| 2       | Darkness Visible    | 20 mai 2013       | 4,16 millions      | 1    | 14,7 %          |
| 3       | Insolence & Wine    | 27 mai 2013       | 3,96 millions      | 1    | 11,2 %          |
| 4       | My Adventurous Song | 3 juin 2013       | 4,28 millions      | 1    | 14,2 %          |
| 5       | The Vast Abyss      | 10 juin 2013      | 4,65 millions      | 2    | 15,9 %          |

Au Royaume-Uni, la série a signé sa meilleure audience sur BBC Two lors de l'épisode 5 (The Vast Abyss) le 10 juin 2013 avec 4,65 millions de téléspectateurs ; la moins bonne lors de l'épisode 3 (Insolence & Wine) le 27 mai 2013 avec 3,96 millions de téléspectateurs.

### Accueil critique
La série a reçu une majorité de critiques positives. L'agrégateur Metacritic affiche une note de 83 % pour la saison 1 basée sur quatre critiques américaines. The A.V. Club l'a nommée dans son classement des cinq séries importées aux États-Unis à ne pas manquer, aux côtés de Black Mirror, Borgen, Moone Boy et Please Like Me.
En France, sur son blog associé au site du journal Le Monde, Pierre Serisier a comparé The Fall à Hannibal, ajoutant que si la seconde saison a manqué son but, la première a renversé le schéma habituel du genre (les séries de serial killers).

## Distinctions

### Récompenses
- Prix Edgar-Allan-Poe 2014 : meilleur scénario de série télévisée pour Allan Cubitt
- Broadcasting Press Guild Awards 2014 : révélation de l'année pour Jamie Dornan
- Irish Film and Television Awards 2014 :
  - Meilleure série dramatique
  - Meilleur acteur de télévision pour Jamie Dornan
  - Meilleure musique de film ou de série pour David Holmes
- Irish Film and Television Awards 2015 : Meilleure actrice dans un rôle secondaire dans une série dramatique pour Aisling Franciosi

### Nominations
- Crime Thriller Awards 2013 : poignard de la meilleure actrice pour Gillian Anderson

- British Academy Television Awards 2014 :
  - Meilleure mini-série dramatique
  - Meilleur acteur pour Jamie Dornan
- Broadcasting Press Guild Awards 2014 :
  - Meilleure actrice pour Gillian Anderson
  - Meilleur scénario pour Allan Cubitt
- National Television Awards 2014 :
  - Meilleure série dramatique
  - Meilleur détective pour Gillian Anderson

- Satellite Awards 2015 :
  - Meilleure série dramatique
  - Meilleure actrice dans une série dramatique pour Gillian Anderson